# I Luv It (песня Камилы Кабельо)
«I Luv It» — песня кубинско-американской певицы Камилы Кабельо при участии американского рэпера Playboi Carti. Она вышла 27 марта 2024 года на лейблах Geffen Records и Interscope Records как ведущий сингл с грядущего четвёртого студийного альбома Кабельо C, XOXO. Песня сэмплирует трек Гуччи Мейна «Lemonade» и интерполирует припев Рианны из «Cockiness (Love It)».

## История
Впервые Кабельо продемонстрировала песню 5 марта 2024 года, она получила множество сравнений с треком британской певицы Charli XCX «I Got It». В клипе, опубликованном в её социальных сетях, певица со светлыми волосами повторяет припев под «электро-инструментал». 22 марта американская певица Лана Дель Рей прорекламировала «I Luv It» через свой аккаунт в Instagram. 25 марта Кабельо анонсировала сингл и поделилась обложкой.
Кабельо, обсуждая песню, рассказала в пресс-релизе про «I Luv It»: «Некоторые вещи в нашей человеческой сфере заставляют меня чувствовать себя как в космосе, и очень редкие случаи, когда у меня с кем-то невероятная химия, — одна из них… Часть этого коктейля — эмоциональная драма между вами и этим человеком, хаос, бабочки, нервы и страсть. Это неустойчиво, не дает покоя и изматывает, но я люблю это».

## Музыкальное видео
Клип открывается тем, что Кабельо ест шоколадный торт, а затем показывает сцены, в которых певица попадает в различные кошмары: убегает от собак, избивается в рестлинг-матче, держится за пальму и попадает в автомобильную аварию. Появлению Playboi Carti предшествует кадр, где певица танцует с завязанными глазами среди нескольких женщин на заправке. Клип заканчивается тем, что Кабельо, в которую попала стрела Купидона, попадает в больницу. Премьера клипа, снятого основателем Canada Николасом Мендесом и спродюсированного компанией, состоялась 27 марта 2024 года.

## Композиция
Композиция «I Luv It» была охарактеризована авторами Rolling Stone и Stereogum как гиперпоп и «гиперактивный авант-поп», соответственно.

## Отзывы
Песня «I Luv It» получила смешанные отзывы от музыкальных критиков, большинство из которых отметили отход певицы от привичного для неё звучания поп-музыки к альтернативному гиперпопу. В положительном отзыве Робин Мюррей из Clash похвалил «колоссальное чувство ускорения» и «гиперкрасочное производство». В отрицательном отзыве Альфонс Пьер из Pitchfork назвал переход Кабелло к гиперпопу «неудачным экспериментом», несколько раз назвав песню «бессмыслицей». Стеффани Ванг из Nylon прокомментировала изменения в звучании Кабельо, заявив, что её усилия «настолько прозрачно просчитаны, что можно представить себе все электронные письма и блоги, но она также так сильно отдаётся этому, что нужно отдать ей должное».

## Позиции в чартах
| Чарт (2024)                                 | Высшая позиция |
| ------------------------------------------- | -------------- |
| Ирландия (IRMA)                             | 71             |
| Новая Зеландия (Hot Singles, RMNZ)          | 9              |
| Швеция (Heatseeker, Sverigetopplistan)      | 20             |
| Швейцария (Schweizer Hitparade)             | 66             |
| Великобритания (UK Singles Downloads Chart) | 54             |
| Великобритания (UK Singles Chart)           | 61             |

## Хронология издания
| Страна | Дата          | Формат                     | Лейбл             | Ссылка |
| ------ | ------------- | -------------------------- | ----------------- | ------ |
| Мир    | 27 марта 2024 | Цифровые загрузки стриминг | Geffen Interscope | [ 21 ] |
| Италия | 4 апреля 2024 | Радиоротация               | Universal         | [ 22 ] |